# Erasistratos
Erasistratos (altgriechisch Ἐρασίστρατος Erasístratos; * um 305 v. Chr. in Iulis, heute die Altstadt von Ioulis, auf Keos; † um 250 v. Chr.) war ein griechischer Arzt und Naturforscher, Anatom, Chirurg und Physiologe. Erasistratos von Keos gilt mit Herophilos von Chalkedon und Eudemos von Alexandria als Hauptvertreter der alexandrinischen Schule und zusammen mit Herophilos und Galenos als wichtigster beschreibender Anatom der Antike.

## Leben
Erasistratos wurde in Iulis auf der Insel Keos (heute Kea) geboren, die zu den Kykladen in der Ägäis gehört; das genaue Datum ist nicht bekannt. Er war der Sohn der Kretoxene und des Kleombrotos, Leibarzt des Diadochenfürsten Seleukos I. Neben dem Vater und dem Onkel Medios war auch sein Bruder Kleophantos Arzt. Erasistratos studierte Medizin in Athen, wo Metrodoros, ein Schwiegersohn des Aristoteles, sein Lehrer gewesen sein soll. Um 280 v. Chr. ging er nach Kos, der Geburtsinsel des Hippokrates, und setzte seine anatomischen und chirurgischen Studien bei Praxagoras fort. Er soll auch Schüler des Arztes Chrysippos von Knidos (um 300 v. Chr.) gewesen sein, eines Führers der knidischen Richtung mit Verwerfung von Aderlass und übertriebenen Abführkuren. Erasistratos ließ sich wohl erst in höherem Lebensalter in Alexandria nieder, wo damals unter den frühen Ptolemäern (Ptolemaios I. und Ptolemaios II.) eine sehr wissenschaftsfreundliche Stimmung herrschte, nieder. Dort konnte er umfangreiche Sektionen am Menschen durchführen. Daneben sezierte er auch Tiere. Ob er tatsächlich, wie ihm später vorgeworfen wurde, zum Tode verurteilte Verbrecher lebend seziert hat (Vivisektion), ist umstritten.

## Werk
Erasistratos untersuchte vor allem Nerven- und Kreislaufsystem. Zu seinen Erkenntnissen gehört, wie schon von Herophilos erkannt, die Unterscheidung sensibler und motorischer Nerven, und entgegen der vorherrschenden Meinung hielt er diese nicht für hohl, sondern für spiritus animalis enthaltende und mit dem Gehirn als Sitz der Empfindungen verbundene Leitungsbahnen. Er lieferte auch recht genaue Schilderungen der Anatomie des Gehirns mit Unterscheidung von Groß- und Kleinhirn und Beschreibungen der Hirnwindungen (Gyri) und erkannte, dass alle Nerven letztlich vom Gehirn ausgehen. Auch verfasste er eine gründliche Schilderung des paarigen Sehnerven. Seine zutreffenden neurophysiologischen Beobachtungen, beispielsweise die Rolle des Kleinhirns für die Bewegungskoordination, lassen vermuten, dass er zumindest an Tieren tatsächlich Vivisektionen durchgeführt hat. Des Weiteren unterschied er den kleinen (Lungen-) vom großen (Körper-)Kreislauf und beschrieb die Herzklappen, die Luftröhre und die Bauchspeicheldrüse.
Von den Aufzeichnungen des in seinen theoretischen Vorstellungen von den Lehren der Atomisten beeinflussten Erasistratos sind durch die Zitierungen von Galen, Oreibasios und anderen Autoren nur Fragmente erhalten, die Originale gingen wohl beim ersten (48 v. Chr.) oder zweiten (391) Brand der Bibliothek von Alexandria unwiederbringlich verloren.
Eine Schule der Erasistrateer, die Positionen der Herophileer bekämpften, bestand in Rom bis in das 2. Jahrhundert nach Christus.

## Legende

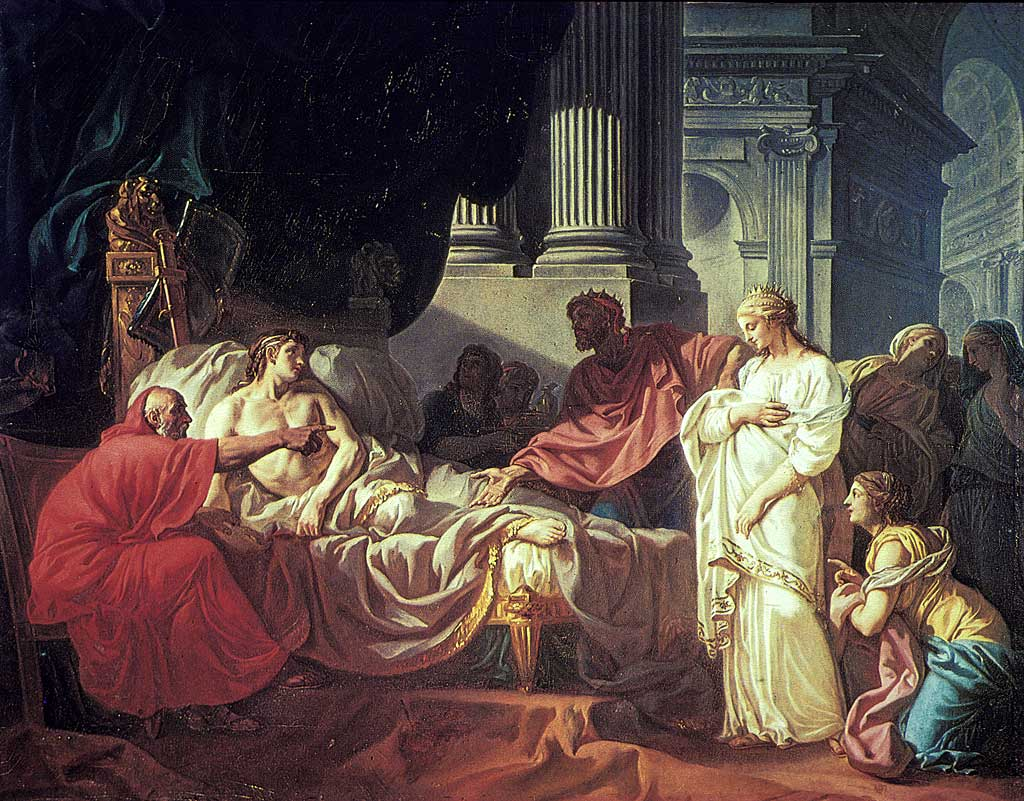
Erasistratos erkennt den Grund von Antiochus’ Leiden. Gemälde von Jacques-Louis David 1774

Eine durch Appian und Plutarch überlieferte Legende erzählt, dass Antiochos I., der Sohn des syrischen Königs Seleukos I. Nikator, schwer erkrankt war und sein Vater, weil alle anderen Ärzte keinen Rat wussten, Erasistratos herbeiholen ließ. Als dieser Antiochus untersuchte, betrat die junge Gattin des Königs, Stratonike I., das Gemach und Erasistratos erkannte (nachdem er auch alle anderen Hofdamen nacheinander hatte vorbeigehen lassen), aus dem beschleunigten Puls seines Patienten, dass kein körperliches Leiden, sondern die Liebe zur unerreichbaren Stiefmutter der Krankheit zugrunde lag, und er brachte damit den König Seleukos dazu, Stratonike dem Prinzen Antiochus zu Frau zu geben. Wenngleich Erasistratos damals nicht der seleukidische Leibarzt gewesen sein kann (Antiochos heiratete Stratonike 293 v. Chr.), so verdeutlicht dies doch seinen Stellenwert in der antiken Medizingeschichte.
Die Entstehung und Verbreitung der Geschichte könnte auf die mittlere oder späte Phase des Seleukidenreiches zurückgehen, als die Herrscherdynastie von zahlreichen jahrzehntelangen Familienkonflikten geprägt war und der Dynastiegründer Seleukos I. umso mehr als leuchtendes Vorbild an Eintracht und Verantwortungsbewusstsein erscheinen konnte. Eine Variante dieser Anekdote wird auch in den Vier Abhandlungen des Niẓāmī ʿArūḍī (um 1100/1160) erzählt, worin Avicenna (980–1037), der Verfasser des Kanon der Medizin, als Arzt auftritt.